# Sabu Martinez
Sabu Martinez (New York, 14 juillet 1930 - Stockholm, Suède, 13 janvier 1979) est un musicien américain, percussionniste et spécialiste du conga.

## Biographie
Il commence sa carrière en 1941 et se fait remarquer en 1948 en remplaçant Chano Pozo dans l'orchestre de Dizzy Gillespie. En 1949, il entre au Bebop Orchestra de Benny Goodman. Il travaillera ensuite avec de nombreuses personnalités comme Charlie Parker, Duke Ellington, Count Basie, J. J. Johnson, Horace Silver, Thelonious Monk, Charles Mingus, Mary Lou Williams, Lionel Hampton, Noro Morales, Marcelino Guerra, Esy Morales, The Lecuona Cuban Boys, Miguelito Valdés, Tito Rodríguez, Joe Loco Trio, Tony Bennett, Sammy Davis, Jr. ou Harry Belafonte.
Figure marquante du jazz afro-cubain des années 1950, il apparaît dans de nombreux enregistrements et participe à de nombreux concerts. On lui doit aussi quelques albums de latin jazz, reconnus comme des classiques du genre.
Il meurt en Suède où il dirigeait le groupe Burnt Sugar d'un ulcère gastrique.

## Discographie

### Leader
- Palo Congo, avec Arsenio Rodríguez, 1957
- Sabu's Jazz Espagnole, Alegre Records, 1961
- Afro Temple, Grammofonverket, 1973

### Collaboration
- Dizzy Gillespie, The Complete RCA Victor Recordings, Bluebird, 1937-1949
- Horace Silver Trio, Horace Silver Trio, Vol. 1: Spotlight on Drums, Blue Note Records, 1952
- Horace Silver Trio, Horace Silver Trio, Vol. 2, Blue Note Records, 1953
- J. J. Johnson, The Eminent Jay Jay Johnson, Blue Note Records, 1953
- Art Blakey, Horace Silver Trio, Horace Silver Trio & Art Blakey + Sabu, Blue Note Records, 1953
- Horace Silver, Introducing the Horace Silver Trio, 1953
- J. J. Johnson, Clifford Brown, Jay Jay Johnson All Stars, Blue Note Records, 1953
- Art Blakey, Drum Suite, Columbia, 1957
- Art Blakey, Orgy in Rhythm, Blue Note, 1957
- Art Blakey, Cu-Bop, Jubilee, 1957
- Art Blakey, Holiday for Skins, Blue Note, 1959
- Johnny Richards, Rites of Diablo, Roulette Records, 1960
- George Russell, The Essence of... Soul,1966
- Kenny Clarke, Francy Boland, Three Latin Adventures, MPS/Motor, 1969
- Kenny Clarke, Francy Boland, Latin Kaleidoscope, MPS, 1973
- Peter Herbolzheimer Rhythm Combination & Brass', Wide Open, Polydor, 1973
- Ed Thigpen, Action-Re-Action, GNP, 1974
- Charlie Mariano, Reflections, Catalyst Records, 1974
- Art Farmer, A Sleeping Bee, 1976
- Mads Vinding Group, Mads Vinding Group, Cosmos Collector, 1977
- George Russell, New York Big Band, Soul Note, 1978
- Terry Allen, Lubbock, Fate, 1979
- Patato, Masterpiece, Messidor, 1984
- Tony Bennett, Jazz, Columbia Records, 1987
- Peruchin, Charlie Palmieri, Cuban Rhythms, Caney, 1995